# Fernando Recio
Fernando Recio Comí (Barcelona, Barcelona, España. 17 de diciembre de 1982), deportivamente conocido como Nando, es un futbolista español nacionalizado hongkonés. Juega como defensor, actualmente en el Lee Man FC de Hong Kong.

## Clubes
| Club         | País      | Año             | Partidos | Goles |
| ------------ | --------- | --------------- | -------- | ----- |
| UE Rapitenca | España    | 2003-2006       | ¿?       | ¿?    |
| CF Amposta   | España    | 2006-2009       | ¿?       | ¿?    |
| CD Tortosa   | España    | 2009 - 2010     | 31       | 1     |
| Kitchee SC   | Hong Kong | 2010 - 2019     | 73       | 1     |
| Lee Man FC   | Hong Kong | 2019 - presente |          |       |

## Palmarés

### Campeonatos nacionales
| Título | Club         | País      | Año  |
| ------ | ------------ | --------- | ---- |
| Liga   | UE Rapitenca | España    | 2004 |
| Liga   | Kitchee SC   | Hong Kong | 2011 |
| Liga   | Kitchee SC   | Hong Kong | 2012 |